# لوسیل سن‌سیمون
لوسیل سن‌سیمون (فرانسوی: Lucile Saint-Simon‎؛ ۱۹ اکتبر ۱۹۳۲ – ) یک هنرپیشه اهل فرانسه است.

از فیلم‌هایی که وی در آنها نقش‌آفرینی کرده می‌توان به فیلم زنان خوب اثر کلود شابرول اشاره کرد. در سال ۲۰۱۱ روزنامه لس‌آنجلس تایمز از وی به عنوان بازیگر فراموش شده یاد کرد.